# Lait de chamelle
Cette page contient des caractères spéciaux ou non latins. S’ils s’affichent mal (▯, ?, etc.), consultez la page d’aide Unicode.

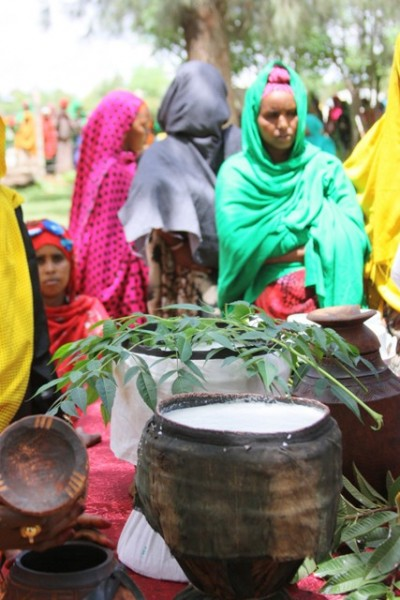
Vente de lait de chamelle frais sur un marché de plein air en Éthiopie.

Le lait de chamelle ou lait de dromadaire est le lait produit par les femelles camélidés pour nourrir leurs petits.
Le lait de ces animaux, domestiqués et exploités par les humains, fait aussi partie du régime alimentaire des bédouins, bergers et autres tribus nomades. Les éleveurs peuvent ainsi survivre jusqu'à un mois uniquement à l'aide de ce breuvage lorsqu'ils parcourent de longues distances dans le désert pour y amener paître leurs troupeaux. L'élevage des chamelles et des dromadaires constitue en outre une alternative viable à la production laitière traditionnelle dans certaines régions arides du globe où l'agriculture bovine tend à consommer de grandes quantités d'eau et d'électricité destinées à alimenter les salles climatisées ainsi que les complexes de refroidissement propres aux systèmes de gicleurs.

## Composition

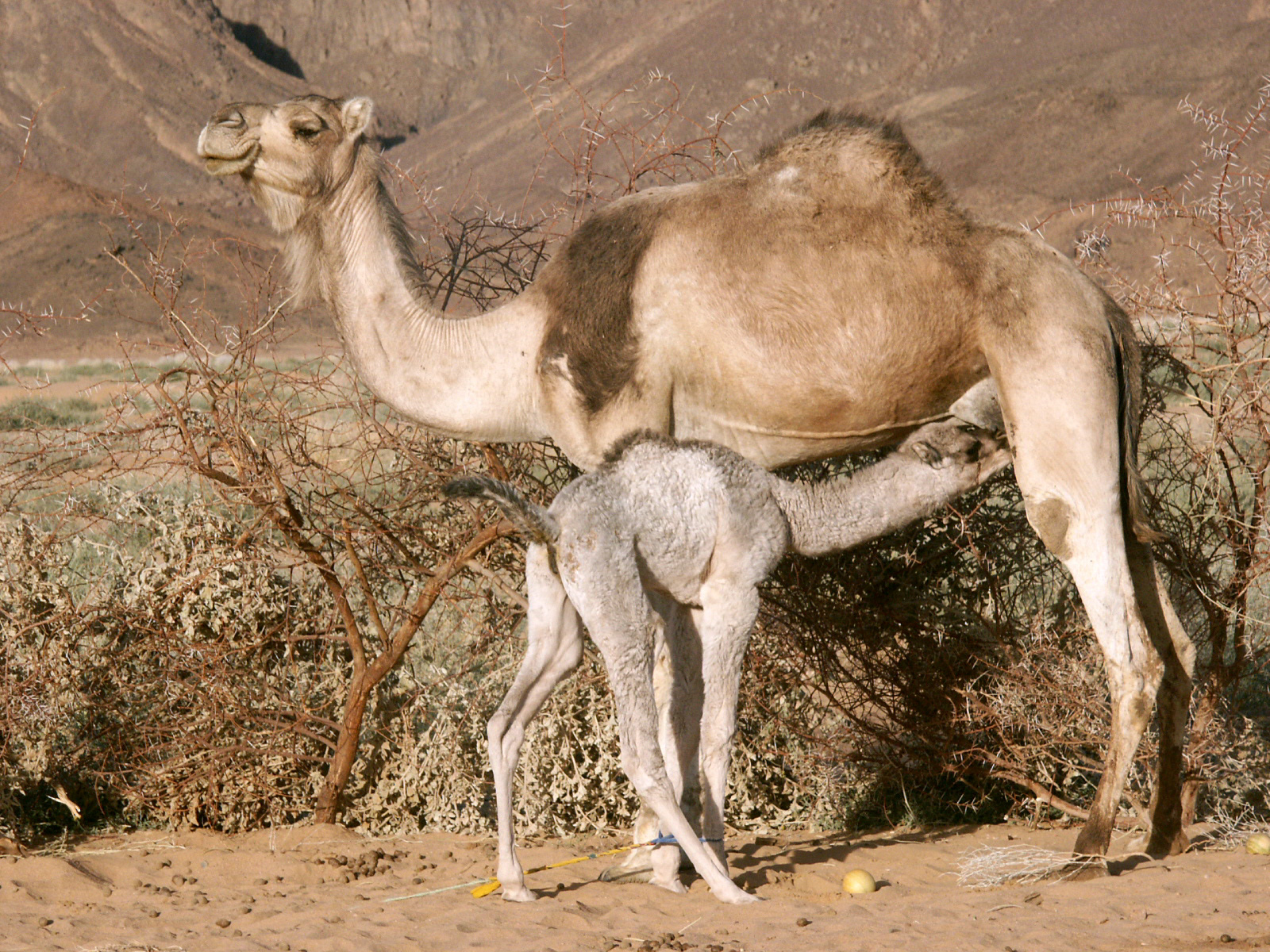
Dromadaire allaitant son petit.

Le lait de chamelle contient un fort pourcentage de protéines à potentiel antimicrobien élevé, protéines ne se trouvant qu'en quantités moindres dans le lait de vache,.
Le lait de chamelle recèle suffisamment de nutriments essentiels pour pourvoir aux besoins alimentaires quotidien d'une personne. Dans de nombreux pays, le lait de chamelle est d'ailleurs donné aux bébés souffrant de malnutrition.
Par rapport à la vache, au buffle et la brebis, le lait de chamelle contient moins d'acides gras à chaîne courte, mais autant d'acides gras à longue chaîne. Certains chercheurs affirment que la valeur du lait de chamelle réside dans les concentrations élevées d'acide linoléique sous forme d'acides gras polyinsaturés essentiels à l'équilibre nutritionnel,.
Le lait de chamelle possède également une haute teneur en vitamine C et sels minéraux agissant sur la teneur en immunoglobuline. La composition du lait de chamelle dépend de son alimentation et varie selon l'espèce. Par exemple, le lait de chamelle bactrienne possède une teneur en matières grasses supérieure au lait de dromadaire.
Un compte rendu de Z. Farah, R. Rettenmaier et D. Atkins publié en 1992 dans le Journal international de vitaminologie et de nutrition révèle que « la teneur en vitamine C, vitamine B2, vitamines liposolubles E et vitamine A, analysée à partir d'échantillons de lait de chamelle prélevés à deux reprises sur 20 dromadaires (Camelus dromedarius), fait état d'un niveau moindre en vitamine A et B2 par rapport au lait de vache alors que la teneur en vitamine E en est peu ou prou équivalente. En revanche, la contenance en vitamine C est en moyenne trois fois supérieure à celle du lait de vache, ».
- Comparé au lait de vache, le lait de chamelle est faible en lactose[11],[12]. Cependant, les niveaux de potassium, magnésium, fer, cuivre, manganèse, sodium et zinc y sont plus élevés que dans le lait de vache.
- Le taux de cholestérol du lait de chamelle est inférieur à celui du lait de vache ou de chèvre[13],[14].
- Le lait de chamelle contient trois fois plus de vitamine C et dix fois plus de fer que le lait de vache[6],[12].
- Riche en acides gras insaturés et en vitamines B, sa quantité de vitamine A et B2 est toutefois inférieure à celle du lait de vache[6],[12].
- Le lait de chamelle contient plus de protéines et moins de matières grasses que le lait de vache[6],[5],[12],[9], sauf le lait issu de la chamelle de Bactriane[c] dont le taux de corps gras est plus élevé[15].

## Production laitière

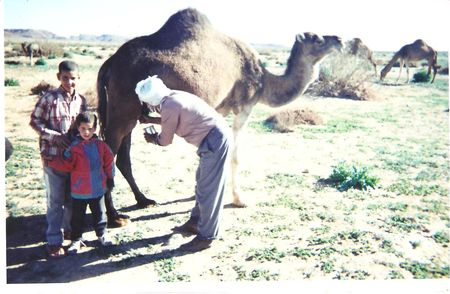
Traite manuelle d'un dromadaire en Algérie à Koudiat Zrigat, Béchar.

Le lait de chamelle est une composante du régime alimentaire de nombreuses populations, mais sa production, commercialisée par des coopératives laitières, relève encore d'une industrie en pleine expansion.

### Rendement
Les chamelles pakistanaises et afghanes ont les rendements de lait les plus élevés, jusqu'à 30 litres par jour. La chamelle de Bactriane produit quotidiennement 5 litres tandis que le rendement d'un dromadaire est de 20 litres en moyenne par jour.

### Vente
Le lait de chamelle est en vente libre dans les supermarchés des Émirats arabes unis, Arabie saoudite, Mauritanie, Pakistan, Algérie, Mongolie...
Il existe, en Hollande, à Berlicum, un élevage de dromadaires spécifiquement voué à la traite laitière — Kamelenmelkerij Smits — dont le fruit de la production journalière est exporté vers plusieurs pays d'Europe, dont la France[réf. nécessaire].

### Production par pays

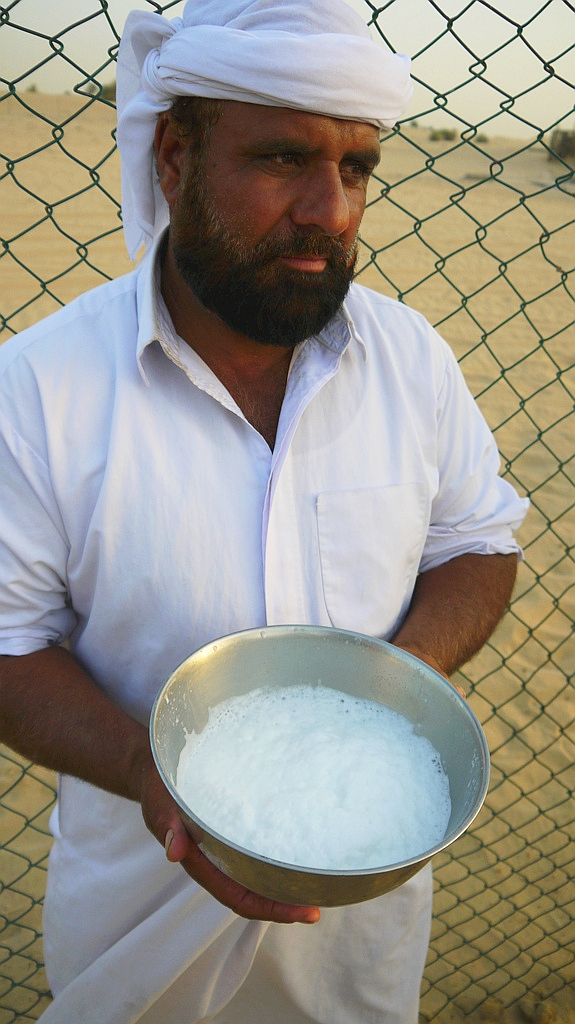
Lait de chamelle fraîchement trait à Dubaï.

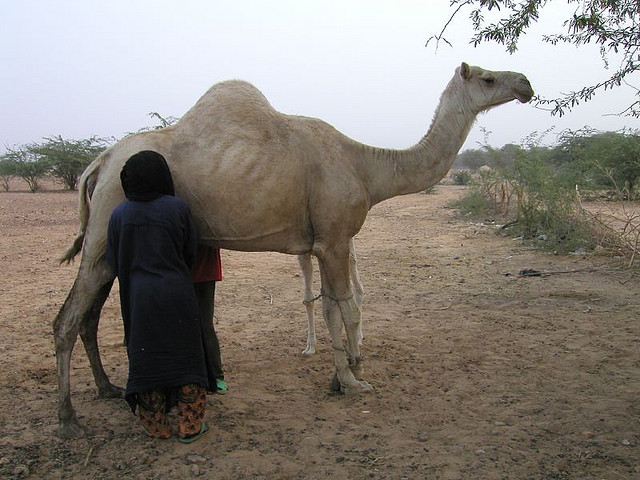
Traite manuelle d'une chamelle au Nigeria.

| Pays                | Production (tonnes) |
| ------------------- | ------------------- |
| Afghanistan         | 5 100               |
| Algérie             | 13 000              |
| Arabie saoudite     | 100 000             |
| Burkina Faso        | 273                 |
| Chine               | 12 820              |
| Djibouti            | 6 800               |
| Émirats arabes unis | 45 000              |
| Érythrée            | 23 800              |
| Éthiopie            | 165 117             |
| Russie              | 30                  |
| Irak                | 180                 |
| Kenya               | 933 616             |
| Libye               | 2 600               |
| Mali                | 138 727             |
| Maroc               | 6 160               |
| Mauritanie          | 26 250              |
| Mongolie            | 5 755               |
| Niger               | 98 079              |
| Ouzbékistan         | 900                 |
| Qatar               | 5 200               |
| Somalie             | 1 090 000           |
| Soudan              | 61 000              |
| Tchad               | 24 000              |
| Tunisie             | 1 300               |
| Ukraine             | 40                  |
| Yémen               | 19 635              |
| Monde               | 2 785 382           |

### États-Unis
Les États-Unis ont un cheptel de 5 000 chameaux importés.
Plusieurs exploitations possédant des troupeau de chameaux à usage reproductif adoptent des programmes de traite de cet animal dans les États du Michigan, Missouri, Oklahoma, Pennsylvanie, Indiana, Caroline du Nord, Ohio, incluant de nouveaux programmes de traite prochainement initiés dans les États de Louisiane, Virginie, Géorgie, Texas, Idaho, Tennessee et Floride. La plupart des laiteries de chameaux sont de petite taille, généralement de 4 à 20 chameaux, chaque bête produisant un minimum de cinq litres par jour.
Les lois des États-Unis permettent à un individu qui possède un animal d'en consommer le lait. Toutefois, jusqu'en 2010, la vente du lait de chamelle aux États-Unis était strictement interdite. Tout lait écoulé sur le continent américain doit avoir été préalablement testé vierge de tout résidu d'antibiotiques, surtout si la marchandise doit franchir une barrière étatique voire être commercialisée en magasins. Selon la loi en vigueur dans la plupart des États, les laiteries sont certes autorisées à vendre le lait aux clients qui achètent directement dans les fermes où ils s'approvisionnent. Cependant, des variantes légales prévalent dans chaque état quant à la réglementation régissant la vente du lait sous forme brute, pasteurisée ou autre.
Le marché du lait de chamelle aux États-Unis est essentiellement orienté vers des fins médicales ainsi que vers les besoins propres à diverses populations ethniques. Il existe aussi une demande croissante pour le colostrum qui, produit en quantité limitée, reste relativement cher à l'achat.
Le coût de production du lait de chamelle est considérablement plus élevé (environ cinquante fois plus cher) que celui du lait de vache. Aux États-Unis, les chamelles sont peu nombreuses. Leur croissance est lente. Qui plus est, elles ne peuvent être traites en toute sécurité qu'après au moins quatre ans. Contrairement à une vache qui est séparée de son veau quand il naît et à qui on donne du lait durant six à neuf mois, une chamelle peut partager son lait avec son veau et l'agriculteur pendant douze à dix-huit mois.

## Fromage de chamelle
Obtenir du fromage à partir de lait de chamelle est une opération plus difficile à réaliser qu'avec le lait issu d'autres animaux d'élevage. Sa coagulation est malaisée d'autant que la présure bovine ne contribue guère à en activer le processus. Dans une étude en anglais intitulée « Fermentation de l'acide lactique du lait de dromadaire : caractéristiques microbiologiques et rhéologiques » et publiée en 2001 par l'école d'ingénieur & centre de biotechnologies de Sfax en Tunisie, les auteurs H. Attia, N. Kherouatou et A. Dhouib précisent que « la capacité du lait écrémé de dromadaire à former un caillé acide pendant le démarrage de la fermentation de l'acide lactique révèle que l'activité du levain dans cette substance est caractérisée par une phase de latence plus longue (environ 5 h par rapport à environ 1 h) suivie d'une phase de déclin plus rapide, ce qui suggère la présence de facteurs d'inhibition. La capacité de tampon maximale du lait dromadaire ainsi que sa viscosité apparente minimale sont obtenues à des valeurs de pH inférieures. Dans le même ordre d'idées, son module d'élasticité apparaît plus tardivement (pH 5,7 vs. 6,3). Il appert ainsi que ces événements rhéologiques et biochimiques surviennent à des valeurs de pH inférieures, le lait écrémé de dromadaire paraissant présenter une stabilité physique qui tend davantage vers un accroissement de l'acidité. La détermination des caractéristiques rhéologiques et microscopiques du coagulum du lait de dromadaire (pH 4,4) ne révèle aucune formation de caillé mais indique une structure fragile et hétérogène. Ce coagulum, passablement différent de celui du lait de vache, semble être constitué de flocons de caséine dispersés, ». C'est pourquoi les communautés d'éleveurs recourent à la fermentation lactique spontanée pour obtenir un caillé aigre. Au Soudan, la tribu des Rashaidas recourt à cette méthode pour préparer le Gariss, en stockant l'excédent de lait durant la saison des pluies puis en pulvérisant le caillé sec et en y ajoutant de l'eau pour la consommation pendant la saison sèche. En Mongolie, le lait de chamelle est consommé comme denrée alimentaire tout au long des différentes étapes du processus de fermentation et de caillage. Les récents progrès apportés par la technologie dans le processus de fabrication du fromage ont permis de coaguler le lait de chamelle au moyen d'une présure végétale.

### Mauritanie

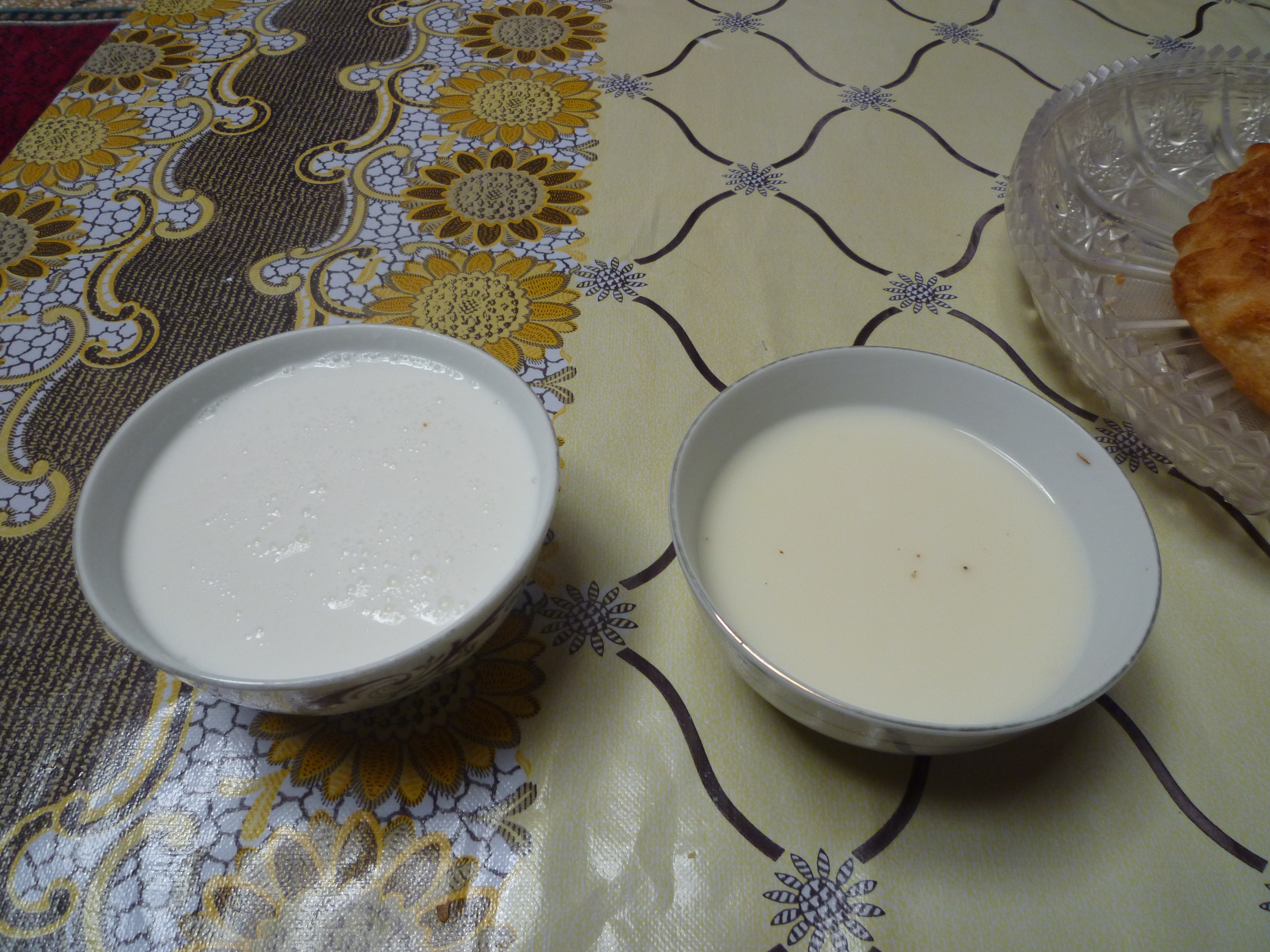
Un bol de shubat (à gauche), boisson de lait fermenté de chamelle et un bol de koumis (à droite), boisson de lait fermenté de jument.

Un fromage de style européen a été créé grâce à une collaboration entre la Mauritanie, la société Tiviski, la FAO et le professeur Jean-Paul Ramet de l'École nationale supérieure d'agronomie et des industries alimentaires (ENSAIA). La coagulation s'obtient par adjonction de phosphate de calcium et de présure végétale. Le fromage qui en résulte, Caravane, produit par la société Tiviski, est vendu dans les supermarchés et étals de Nouakchott. Les restrictions de l'UE interdisent la commercialisation de ce fromage en Europe. Idem pour les États-Unis, en raison des difficultés inhérentes au maintien de la chaîne du froid, outre divers paramètres économiques locaux qui s'opposent à la mise en vente sur le continent américain.

### Danemark
Une entreprise de produits laitiers danois, Chr. Hansen, basée à Hørsholm au Danemark, a mis au point une enzyme de type chymosine, tirée de l'estomac d'un chamelon et reproduite en laboratoire afin d'obtenir une coagulation du lait de chamelle. Ce résultat a permis d'aboutir à la commercialisation d'un fromage de type européen.

### France
Depuis le 27 juin 2022, La Camelerie, fondée par Julien Job devient premier producteur français avec un troupeau de près de 80 femelles. Situé à Feignies, près de Maubeuge, la production permet de fournir des savons à base de lait de chamelle créés de manière artisanale par saponification à froid, mais surtout du lait entier, frais et pasteurisé ainsi que du lait fermenté. Plusieurs fromages sont en cours de création.
Le projet de La Camelerie a vu le jour en 2015 et a pu parler des bienfaits du lait de chamelle au salon international de l'agriculture de Paris depuis cette date. Il fait également partie d'un programme européen nommé Camelmilk Project, rédigé par l'IRTA

## Utilisation thérapeutique
Le lait de chamelle est réputé renforcer le système immunitaire,, prévenir ou soulager les maladies de type auto-immune, dont la rectocolite hémorragique et la maladie de Crohn,, exercer un pouvoir prophylactique ou même curatif sur le diabète,,, pouvant — sous certaines conditions chapeautées par un strict contrôle médical — remplacer les injections d'insuline voire apporter une aide contributive au traitement de l'autisme,,,, de la maladie de Parkinson, de la borréliose (maladie de Lyme) ou de la maladie d'Alzheimer,. Une étude a notamment démontré sa capacité à soulager les problèmes d'allergies chez les enfants,,. Les bédouins du Moyen-Orient ont foi en ses pouvoirs curatifs, d'autant que la médecine arabe herboriste traditionnelle lui prête des vertus permettant de combattre des maux tels que l'ostéoporose, la tuberculose, l'asthme, la grippe, l'hypertension, le diabète, ainsi que diverses maladies métaboliques ou de type auto-immune. Le lait de chamelle est également utilisé comme médicament en Inde. À cet effet, le Centre national de recherche sur les chameaux (CNRC) à Bikaner dans l'État de Rajasthan est un institut de recherche qui produit une quantité donnée de lait par jour qu'il vend à un prix subventionné au bénéfice de patients diabétiques ainsi qu'à un centre de thérapies alternatives pour enfants handicapés.
Des vertus médicinales du lait de chamelle sont également alléguées par les peuples d’Afrique du Nord, du Moyen-Orient et d’Asie qui lui prêtent traditionnellement des propriétés anti-infectieuses, anti-cancéreuses, anti-diabétiques et anti-fatigue. Il a la réputation de renforcer les défenses immunitaires et de stimuler l’activité physique des organismes en état de surmenage.
Selon les recherches et conclusions menées par les professeurs Yosef Shabo, Reuben Barzel, Mark Margoulis et Reuven Yagil de l'université Ben Gourion du Néguev (אוניברסיטת בן גוריון בנגב) à Beer-Sheva en Israël après une étude effectuée sur huit enfants âgés de 4 mois à 10 ans présentant une allergie aux protéines de lait de vache, le lait de chamelle éviterait les régurgitations et les diarrhées fréquentes chez les nourrissons, soulagerait ses douleurs abdominales, inhiberait certaines allergies et améliorerait son système immunitaire. Par ailleurs, outre ses vertus toniques, sa composition ouvre des perspectives thérapeutiques latentes, notamment en soutien subsidiaire des traitements associatifs propres à certains types de cancers, — dont notamment le cancer du colon —, hépatite C,, gastro-entérite, ulcères gastriques, diabète,, herpès,, sclérose en plaques,, VIH,,,. Des recherches en cours font également état de résultats encourageants quant à l'utilisation conjointe des lait et urine,, de chamelle, déjà populaire dans la tradition berbère, désormais étudiée de plus près par le docteur Jassim Sabah, du Complexe Zayed pour la recherche et la médecine traditionnelle, qui se penche sur la résistance des anticorps des chameaux à de nombreuses maladies virales mortelles,.
Dans une publication intitulée « Action anti-infectieuse des anticorps polyclonaux du lait de chamelle contre le virus de l'hépatite C dans l'hépatome Huh7.5 » et parue en anglais dans le Journal de virologie de septembre 2012, les auteurs M. EL-Fakharany, Nawal Abedelbaky, Bakry M. Haroun, Lourdes Sánchez, Nezar A. Redwan et Elrashdy M. Redwan font état des « nombreuses propriétés curatives et tonifiantes attribuées au lait de chamelle auquel recourt déjà la médecine traditionnelle pour le traitement de la tuberculose, de la gastro-entérite et des allergies ». Selon eux, « les atouts bénéfiques de ce breuvage – parmi lesquels figure son activité antimicrobienne – sont liés à son contenu en protéines, lipides, glucides et vitamines auquel s'ajoutent les teneurs en lactoferrine, IgG, α-lactalbumine, caséine, lactoperoxydase, lysozyme ainsi que certains types de peptides qui comptent parmi les composantes thérapeutiques les plus notables,. »
La consommation de lait de chamelle cru se heurte toutefois à plusieurs paramètres de sécurité prophylactique hygiénique et alimentaire relativement complexes dont, notamment, le risque de contamination potentielle par la brucellose,,,. Un rapport de juillet 1970 émanant du comité d'experts de l'Organisation des Nations unies pour l'alimentation et l'agriculture et publié en 1971 sous l'égide de l'Organisation mondiale de la santé (OMS) indique que « les principales denrées d'origine animale qui peuvent transmettre la maladie, si elles n'ont pas subi un traitement thermique sufﬁsant, sont le lait de chèvre, de brebis et de vache ainsi que les produits qui en dérivent ». Le même rapport précise que « la brucellose peut être également transmise par le lait de bufflonne, de chamelle et de yack ». Par ailleurs, depuis 2012, se pose en outre le problème lié au syndrome respiratoire aigu sévère lié au coronavirus,, (SRAS), d'autant qu'environ dix pour cent des autochtones en contact régulier avec l'animal ont développé des anticorps spécifiques à cette pathologie, ce qui tendrait à laisser envisager une transmission possible par ce biais.

### Diabète
Plusieurs études ont montré l’effet bénéfique de l’absorption de lait de chamelle frais chez des rats à diabète induit dont, notamment, une diminution de la glycémie,,,. D’autres études effectuées sur des humains paraissent concomitamment ouvrir la voie d’une possible « thérapie adjuvante » (adjunctive therapy,,,). Cependant, diverses contraintes techniques — notamment la nécessité de recourir à un lait cru, non thermisé et hygiéniquement irréprochable — compliquent sensiblement la donne au niveau de la préservation pérenne des principes actifs, ce qui, en l’état, rend pour le moins complexe la perspective d’une consommation salubre à plus large échelle. Le lait de chamelle est pourtant déjà utilisé comme alicament adjuvant en Inde via le Centre national de recherche sur les chameaux (CNRC) situé à Bikaner dans l'État de Rajasthan, un institut de recherche qui produit une quantité donnée de lait par jour qu'il vend ensuite à un prix subventionné au bénéfice de patients diabétiques ainsi qu'à un centre de médecine non conventionnelle qui s'occupe d'enfants handicapés. Par ailleurs, des tests de dosage radio-immunologique effectués sur des échantillonnages de lait de chamelle ont révélé une concentration élevée en insuline de l'ordre de 52 micro unit/ml,. C'est sur cette base qu'au Tchad les ingénieurs Abdelkrim Bourigué et Tahir Ebire — finalistes en 2014 de la Global Social Venture Competition (GSVC) — travaillent à la finalisation d'un produit novateur, nommé « Biodawa », dont les principes actifs, essentiellement tirés du lait de chamelle, permettraient peut-être un jour, selon eux, de lutter contre le diabète. Selon les résultats obtenus, sa commercialisation pourrait alors être initialement prévue au Tchad à partir de 2016 via l'entreprise « Labane-Na » qui devrait être prochainement implantée à Abéché. Exportation escomptée ensuite au Soudan, au Niger, au Mali et en Mauritanie. Ce traitement « buvable » encore[Quand ?] en phase de test — qui pourrait hypothétiquement remplacer les injections d'insuline dans le futur — n'est cependant pas encore finalisé et demeure indisponible en l'état.

### Maladie de Crohn
Dans un opuscule intitulé « Lait de chamelle et maladies auto-immunes : médecine historique » paru en 2004 sous la plume du professeur Reuven Yagil, il est notamment écrit : 

« La maladie de Crohn est en passe de devenir une épidémie dans de nombreux pays. Une accumulation récente de données probantes tendraient de plus en plus à mettre en exergue la perspective d'une possible infection bactérienne causale de type primaire engendrée par une mycobactérie — mycobacterium avium — appartenant à une sous-espèce de paratuberculose (MAP). Ladite mycobactérie pourrait alors se propager par l'intermédiaire du lait de vache puisqu'elle reste insensible à la pasteurisation. Apparemment, la MAP pénétrerait la muqueuse en tant qu'agent saprophyte qui ne deviendrait actif qu'à partir du moment où la personne affectée se trouverait placée dans un état de stress considérable, amenant implicitement une réponse auto-immune secondaire. Comme ces bactéries appartiennent à la famille de la tuberculose et que le lait de chamelle est justement utilisé pour contrer cette maladie, il deviendrait alors évident que les puissantes propriétés bactéricides de ce breuvage combinées avec la PGRP (en) (peptidoglycan recognition protein) pourraient potentiellement exercer un effet curatif rapide et positif sur le processus de guérison. En outre, les immunoglobulines freineraient l'expansion des agents anti-ADN, favorisant par extension la restauration du système immunitaire,Modèle:Trad=en. »

## Islam
Le prophète de l'islam considère le lait de chamelle comme doté de vertus médicinales,. Dans le recueil de hadîths de Sahih al-Bukhari, il est écrit : « Certaines personnes étaient malades et ils ont dit : Ô apôtre d'Allah ! Donne-nous un abri et de la nourriture. Alors, quand ils sont devenus en bonne santé, ils ont dit : Le climat de Médine ne nous convient pas. Alors il les envoya à Al-Harra (en)  avec quelques chamelles et dit : Buvez leur lait,Modèle:Trad=en ». Un autre passage issu du même livre confirme ce qui précède : « Le climat de Médine ne convenant pas à certaines personnes, le Prophète leur ordonna de suivre son troupeau de chameaux et leur demanda de boire leur lait et leur urine comme une médication,,. Elles s’exécutèrent et burent ainsi leur lait et leur urine jusqu'à ce qu'elles recouvrent la santé,. »